# Cirrhorheuma pallidimargo
Cirrhorheuma pallidimargo är en fjärilsart som beskrevs av W. Warren 1905. Cirrhorheuma pallidimargo ingår i släktet Cirrhorheuma och familjen mätare. Inga underarter finns listade i Catalogue of Life.